# Ischnoptera hercules
Ischnoptera hercules är en kackerlacksart som beskrevs av Rehn, J. A. G. 1928. Ischnoptera hercules ingår i släktet Ischnoptera och familjen småkackerlackor. Inga underarter finns listade i Catalogue of Life.